# Шинэжинст

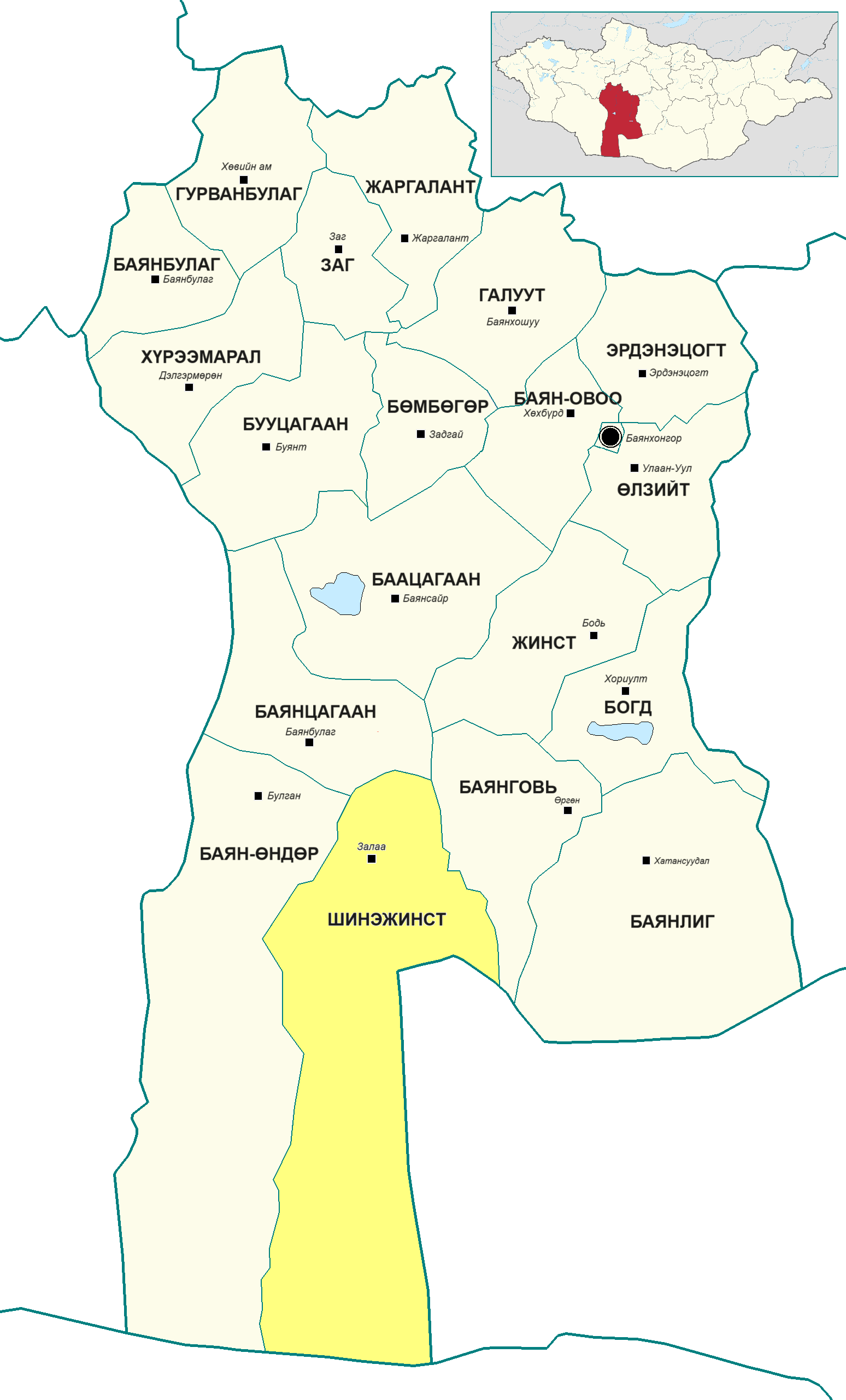

Шинэжинст (рус. Новый отличный) — сомон аймака Баянхонгор в Южной Монголии, площадь которого составляет 4 328 км². Численность населения по данным 2006 года составила 2 064 человек.